# Leszek Kleszcz
Leszek Kleszcz (ur. 1960) – polski filozof, dr hab. nauk humanistycznych, profesor nadzwyczajny Instytutu Filozofii Wydziału Nauk Społecznych Uniwersytetu Wrocławskiego.

## Życiorys
25 czerwca 1993 obronił pracę doktorską Geneza i funkcja myślenia utopijnego, 13 czerwca 2008 habilitował się na podstawie dorobku naukowego i pracy zatytułowanej Przełom hermeneutyczny w filozofii niemieckiej. Otrzymał nominację profesorską. 
Został zatrudniony na stanowisku profesora nadzwyczajnego w Instytucie Filozofii na Wydziale Nauk Społecznych Uniwersytetu Wrocławskiego.

## Publikacje
- 1997: Filozofia i utopia : Platon, Biblia, Nietzsche[3]
- 1998: Pochwała absurdu[3]
- 2001: Całość jako paradygmat rozumienia świata w myśli niemieckiej przełomu romantycznego[3]
- 2004: Boczne drogi : z genealogii filozofii hermeneutycznej[3]
- 2007: Przełom hermeneutyczny w filozofii niemieckiej[3]